# Lluer becgròs
El lluer becgròs (Spinus crassirostris) és una espècie d'ocell de la família dels fringíl·lids (Fringillidae).

## Descripció
- Fa uns 14 cm de llarg.
- Mascle verd groguenc per la zona dorsal i groc en pit, abdomen, coll lateral i posterior i clatell. Cap i gola negre. Cua negra. Ales negres amb dues bandes grogues.
- Femella de colors més apagats. El cap no és negre.

## Hàbitat i distribució
Boscos i matoll de les muntanyes del sud del Perú, centre i oest de Bolívia, centre de Xile i oest de l'Argentina.